# Kōyō Kawanishi
| Odkryte planetoidy: 13                                         | Odkryte planetoidy: 13 |
| -------------------------------------------------------------- | ---------------------- |
| (4106) Nada[1]                                                 | 6 marca 1989           |
| (4797) Ako[1]                                                  | 30 września 1989       |
| (5401) Minamioda[1]                                            | 6 marca 1989           |
| (5685) Sanenobufukui[1]                                        | 8 grudnia 1990         |
| (5737) Itoh[1]                                                 | 30 września 1989       |
| (5872) Sugano[1]                                               | 30 września 1989       |
| (6155) Yokosugano[1]                                           | 11 listopada 1990      |
| (6557) Yokonomura[1]                                           | 11 listopada 1990      |
| (6559) Nomura[2]                                               | 3 maja 1991            |
| (7178) Ikuookamoto[1]                                          | 11 listopada 1990      |
| (9580) Tarumi[1]                                               | 4 października 1989    |
| (10318) Sumaura[1]                                             | 15 października 1990   |
| (14873) Shoyo[2]                                               | 28 października 1990   |
| - [1] wspólnie z Toshirō Nomurą - [2] wspólnie z Matsuo Sugano |                        |

Kōyō Kawanishi (jap. 川西浩陽 Kawanishi Kōyō; ur. 18 stycznia 1959) – japoński stomatolog i astronom amator. Wspólnie z innymi amatorami astronomii odkrył 13 planetoid.
W uznaniu jego zasług jedną z planetoid nazwano (5591) Koyo.